# Eje cafetero
El eje cafetero es una región geográfica, cultural, económica y ecológica de Colombia, ubicada en los departamentos de Caldas, Risaralda y Quindío, además de las regiones del noroccidente de Tolima, el suroeste de Antioquia, y el norte y oriente del Valle del Cauca, incluyendo las ciudades capitales de los cuatro primeros departamentos mencionados (Manizales, Pereira, Armenia e Ibagué, respectivamente.
En 2011 la Unesco a declaró al Paisaje Cultural Cafetero de esta región como Patrimonio de la Humanidad.

## Historia

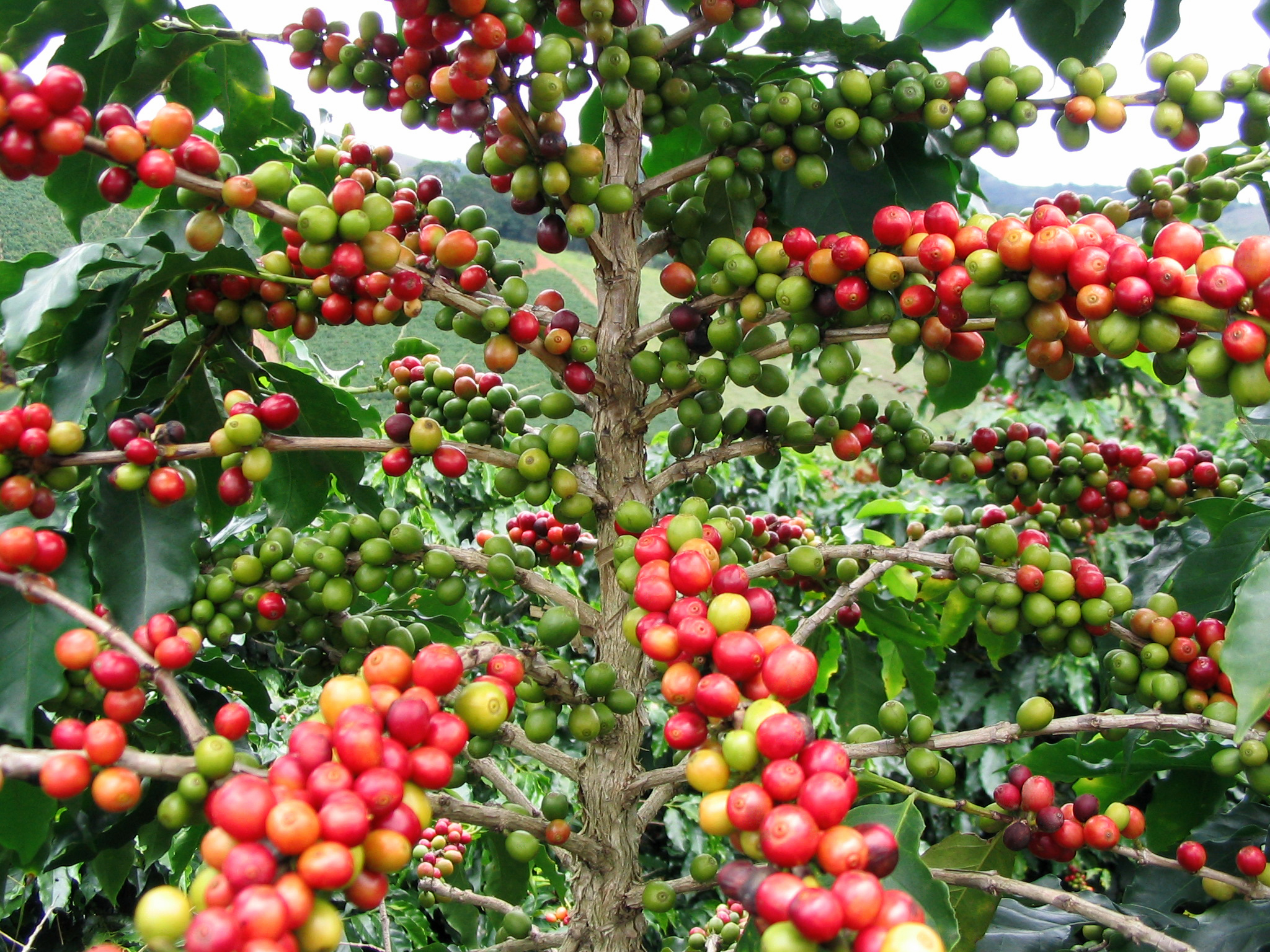
El principal renglón de la economía en el eje cafetero es la producción de café.

El grano de café se comenzó a cultivar comercialmente en Colombia, en el municipio  
de Salazar de Las Palmas, Norte de Santander, y durante el siglo XX fue el producto primordial dentro de las exportaciones colombianas. A la región del eje cafetero llegó a través de la migración poblacional conocida como colonización antioqueña.
En 1999, representó un 3,7% del producto interno bruto nacional y un 37% del empleo agrícola. Los principales departamentos productores de café son: Antioquia, Caldas, Cauca, Cundinamarca, Huila, Nariño, Norte de Santander, Quindío, Risaralda, Tolima y Valle del Cauca.
El área comprendida entre los departamentos de Caldas, Risaralda y Quindío es conocida como el Viejo Caldas, y el eje cafetero es el área comprendida por los anteriores departamentos más la región montañosa del norte y el oriente del Valle del Cauca y el noroccidente del Tolima, debido al gran desarrollo experimentado por el cultivo de este producto. Esta región se vio fuertemente afectada por un terremoto de 6,4 grados en la escala de Richter, registrado el 25 de enero de 1999; posteriormente, la región se recuperó económicamente con gran rapidez.[cita requerida]

## Generalidades

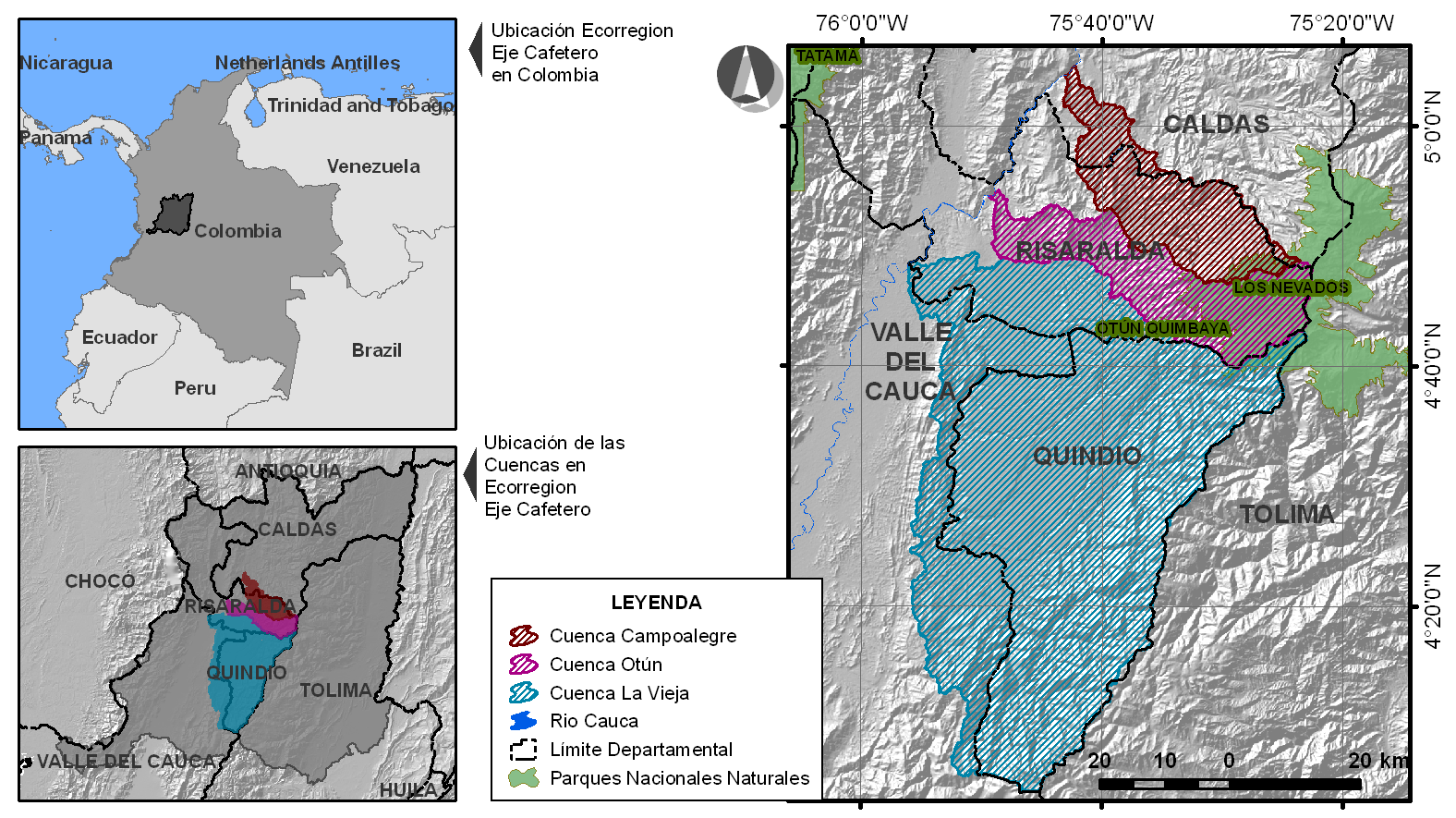
«El Triángulo del Café»

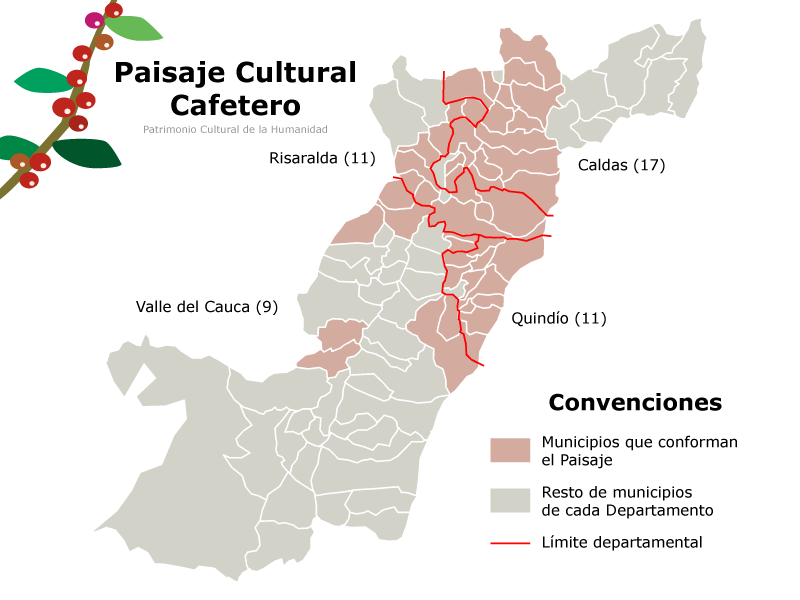
Municipios que conforman el Paisaje Cultural Cafetero desde 2011.

El eje cafetero se localiza en el centro del occidente de Colombia y forma parte de la Región Andina, sobre las cordilleras Occidental y Central.
Las condiciones climáticas (desde los -8 °C, en los nevados, y los 29 °C, en los valles, como el del Risaralda) y geológicas de esta región determinan la producción de un café de alta calidad, con periodos de cosecha relativamente cortos. Los campesinos de la zona han desarrollado técnicas de cultivo, recolección y procesamiento del grano, y todo hecho “grano por grano”, y han conservado esta forma de procesar la industria pese a las nuevas técnicas de la industrialización agrícola masiva.[cita requerida]
El famoso ícono publicitario «Juan Valdez», representado por un campesino arriero vistiendo carriel, sombrero aguadeño, poncho y acompañado por una mula, creado por la Federación Nacional de Cafeteros de Colombia, se ha constituido en un triunfo de la comunicación publicitaria. Juan Valdez ha sido considerado en Estados Unidos como la imagen publicitaria de mayor recordación entre los habitantes de ese país en el año 2005.

## Turismo

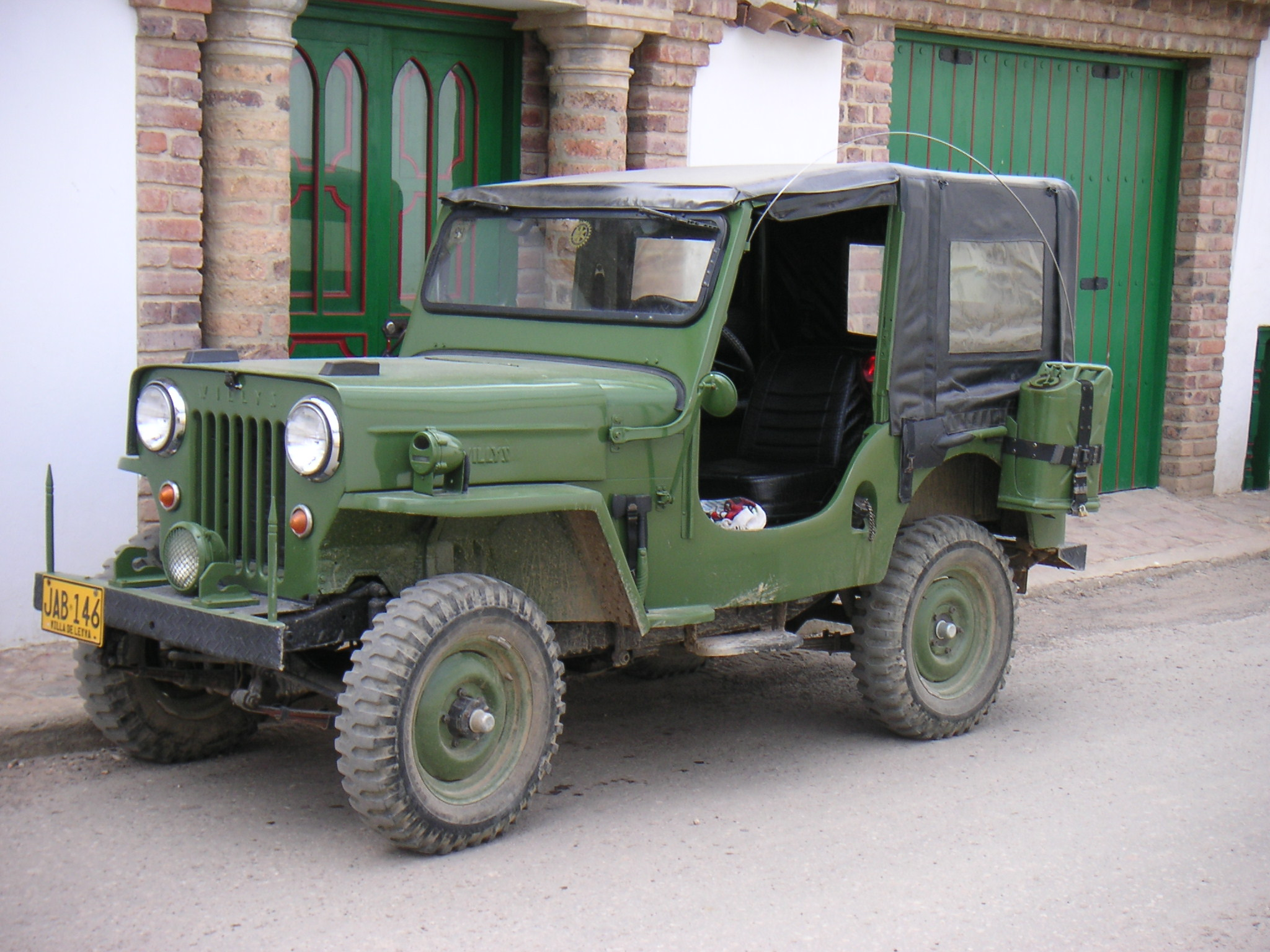
Jeep Willys, tradicional vehículo del eje cafetero.

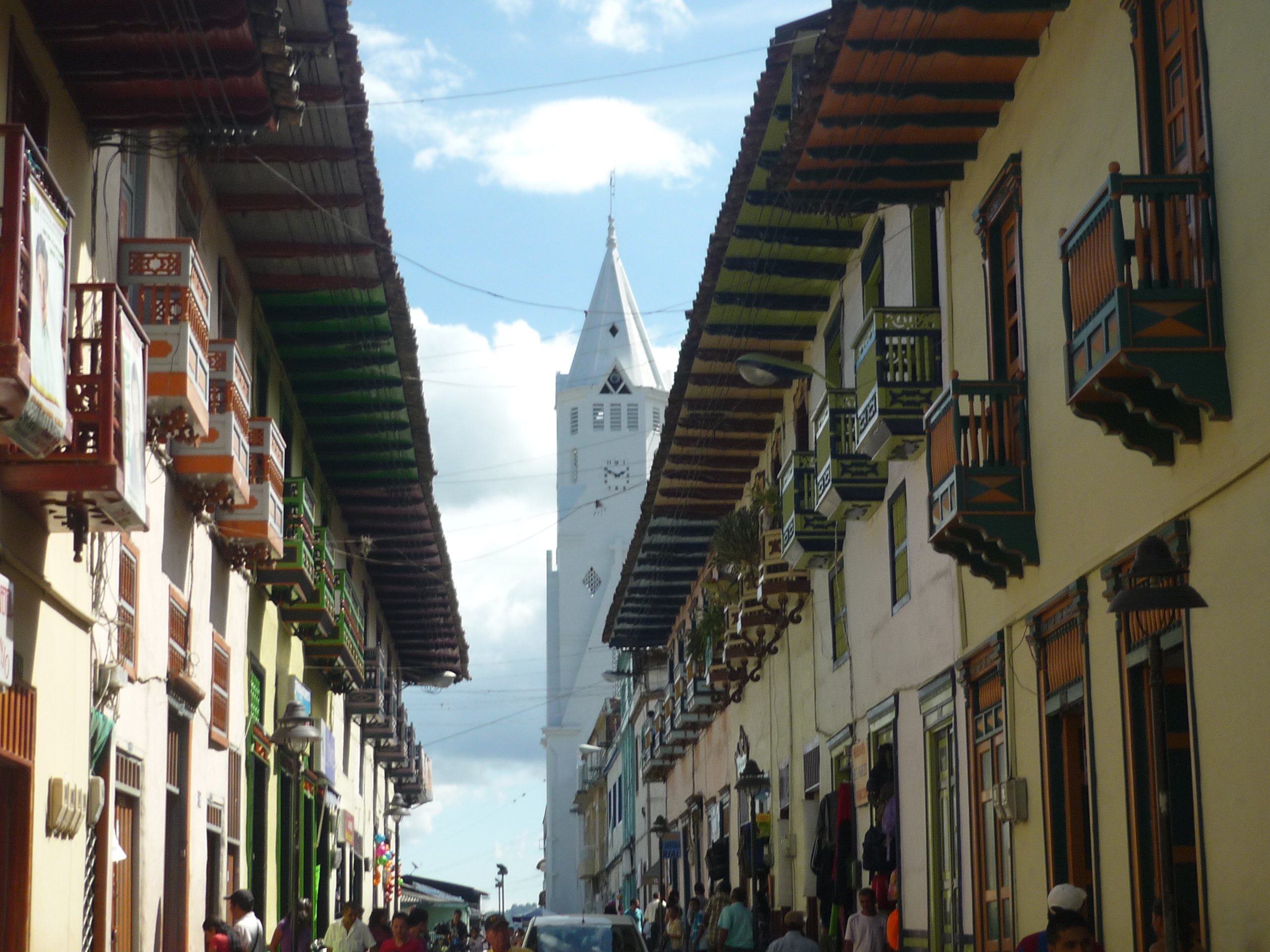
Balcones de la Calle Real, en Santuario (Risaralda).

El eje cafetero es una de las zonas turísticas más visitadas de Colombia y etapa casi obligatoria de cualquier viaje al que se considera el país del café por excelencia.[cita requerida]
El lugar debe su bienaventuranza al café que ha sido y es un producto importante en el desarrollo de la economía colombiana y en el bienestar de sus habitantes (casi 600.000 familias viven de este cultivo en Colombia).[cita requerida]
Colombia es el segundo país productor de café en el mundo, después de Brasil, y la labor de mercadotecnia de la Federación Nacional de Cafeteros de Colombia ha conseguido posicionar el café colombiano como el mejor café del mundo, y es efectivamente uno de los mejores, según los expertos. La región, con el legado paisa y valluno, ha creado una identidad propia de costumbres en torno a la centenaria tradición cafetera, y con ella ha desarrollado una cultura turística encomiable que se ha convertido en uno de los símbolos del país. Tanto es así que en el 2011 la UNESCO declaró al Paisaje Cultural Cafetero Patrimonio de la Humanidad. Con una arquitectura colorida y sui géneris, esta región es muy visitada por el turismo.[cita requerida]
La región ha desarrollado importantes parques temáticos, pioneros en Colombia y en el continente.[cita requerida]
Un caso curioso es la masiva utilización tradicional de los vehículos Jeep Willys norteamericanos de la época de la Segunda Guerra Mundial. Pueden verse por todas partes como elementos de transporte de personas y carga. Esta particular tradición ha llegado incluso a inventar palabras típicas del Eje, como el “jeepao” o Yipao, que se refiere a la cantidad de cosas que uno de estos Willys puede transportar, de la misma manera como al contenido de un costal se le llama en Colombia "un costalao" (costal lleno de cosas).[cita requerida]
El rasgo más importante de este industria turística (agroturismo) es el hecho de que se basa en la oferta de hoteles autóctonos de la región, con identidad propia de los cafeteros de la zona. Muchas haciendas y casonas tradicionales rurales, con actividades habituales del campo, se han acondicionado para servir de alojamiento y hospedaje para muchos turistas, las cuales poseen definidos rasgos de originalidad y belleza, en hoteles llenos de vida y tradiciones de los primeros colonos antioqueños, con cafetales llenos de historia y de colorido, con chapoleras capacitadas "empíricamente", para la recolección del café.[cita requerida]
Los amantes de la naturaleza, especialmente de la montaña pacífica, habitable e invitante, y de los negocios vinculados al sector de la agroindrustria y el sector agropecuario, encontrarán en las haciendas cómodos alojamientos y lo más exclusivo de la gastronomía de la región. Además, programaciones para efectuar recorridos por los cultivos de café. También cabalgatas y aventuras turísticas por los alrededores y poblaciones cercanas.[cita requerida]

### Atractivos turísticos

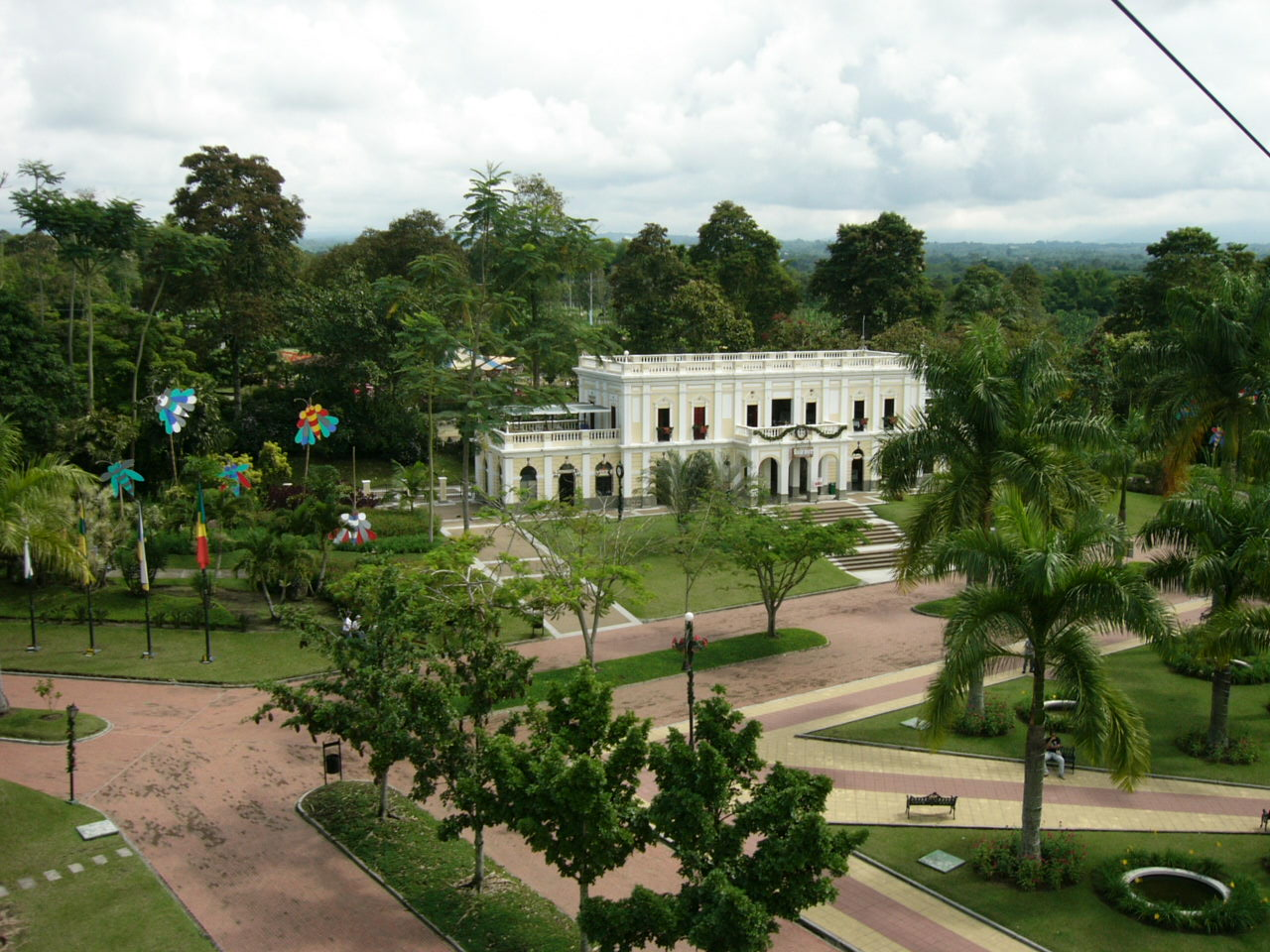
Parque nacional del Café

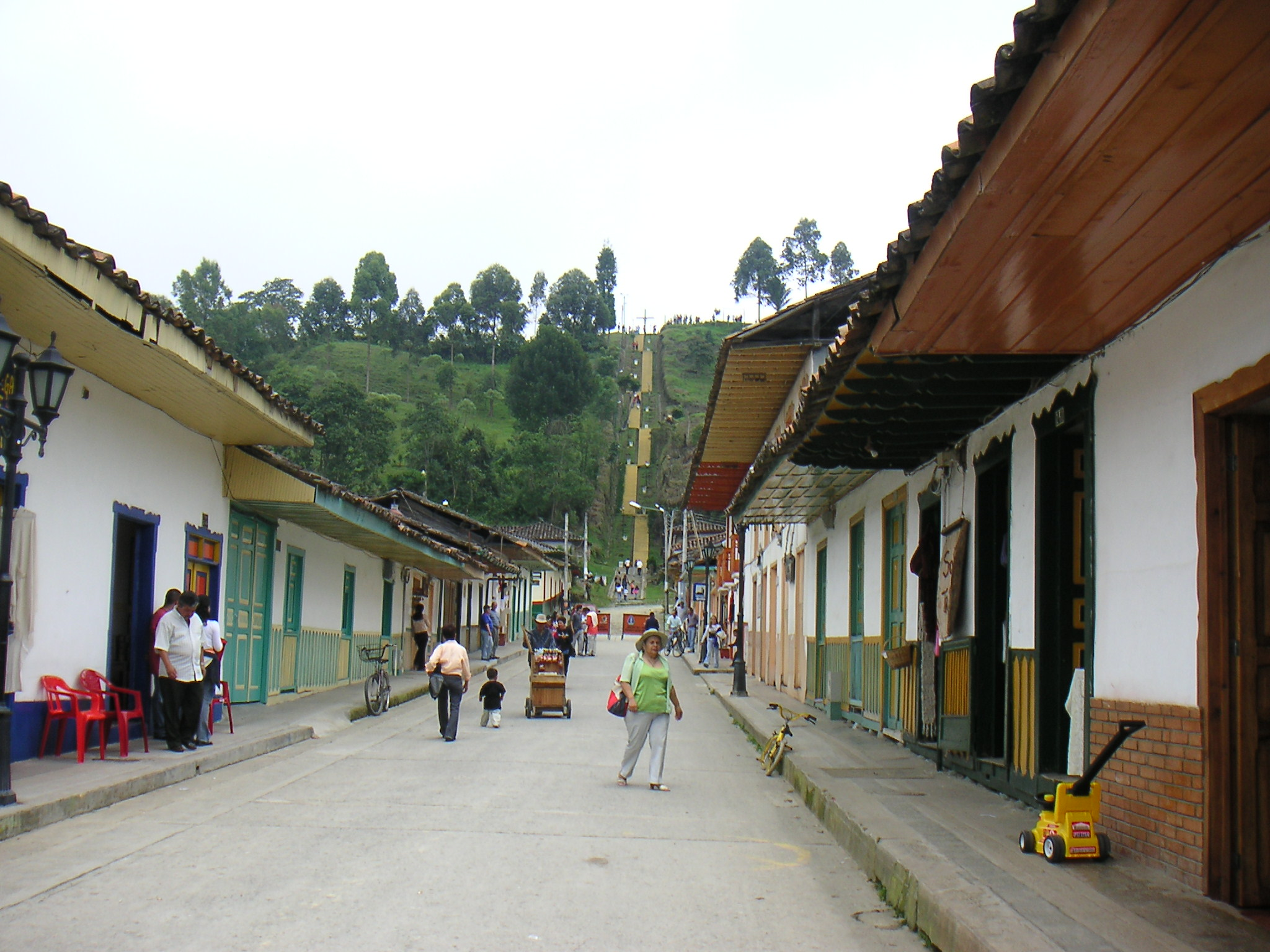
Calle de Salento, uno de los principales destinos turísticos de la región.

La región ha desarrollado importantes parques temáticos, pioneros en Colombia; al igual, muchos de sus municipios han conservado parte de la arquitectura tradicional, entre ellos:[cita requerida]

#### Parques temáticos
- Parque del Café, ubicado en el municipio de Montenegro, en el Quindío. En el sitio se encuentra también el Museo de la Cultura Cafetera, donde se observa el proceso de la producción del grano hasta el saborear un tradicional café de Colombia; este museo, como todos los demás parques temáticos, es una réplica de la ciudad colonial, donde el turista disfruta de espectáculos de baile y música autóctona, de vistas panorámica desde teleférico, con un paisaje exuberante, y de diversas atracciones mecánicas.[cita requerida]

- Parque nacional de la Cultura Agropecuaria (Panaca), ubicado en el municipio de Quimbaya, en el departamento del Quindío. Su característica fundamental reside en que, a diferencia de los zoológicos, el visitante se sumerge en un contacto personal y directo con animales de granja, y también disfruta de actividades y espectáculos programados con dichos animales y la realización de caminatas acordes al espacio del sitio que permiten adentrarse en un mundo lleno de verdes y guaduales.[cita requerida]

- Parque de los Arrieros, ubicado también en el municipio de Quimbaya: un lugar con actividades de recreación, esparcimiento y aprendizaje, en torno a la cultura de la arriería, a través de escenarios artísticos, culturales y áreas de entretenimiento.[12]

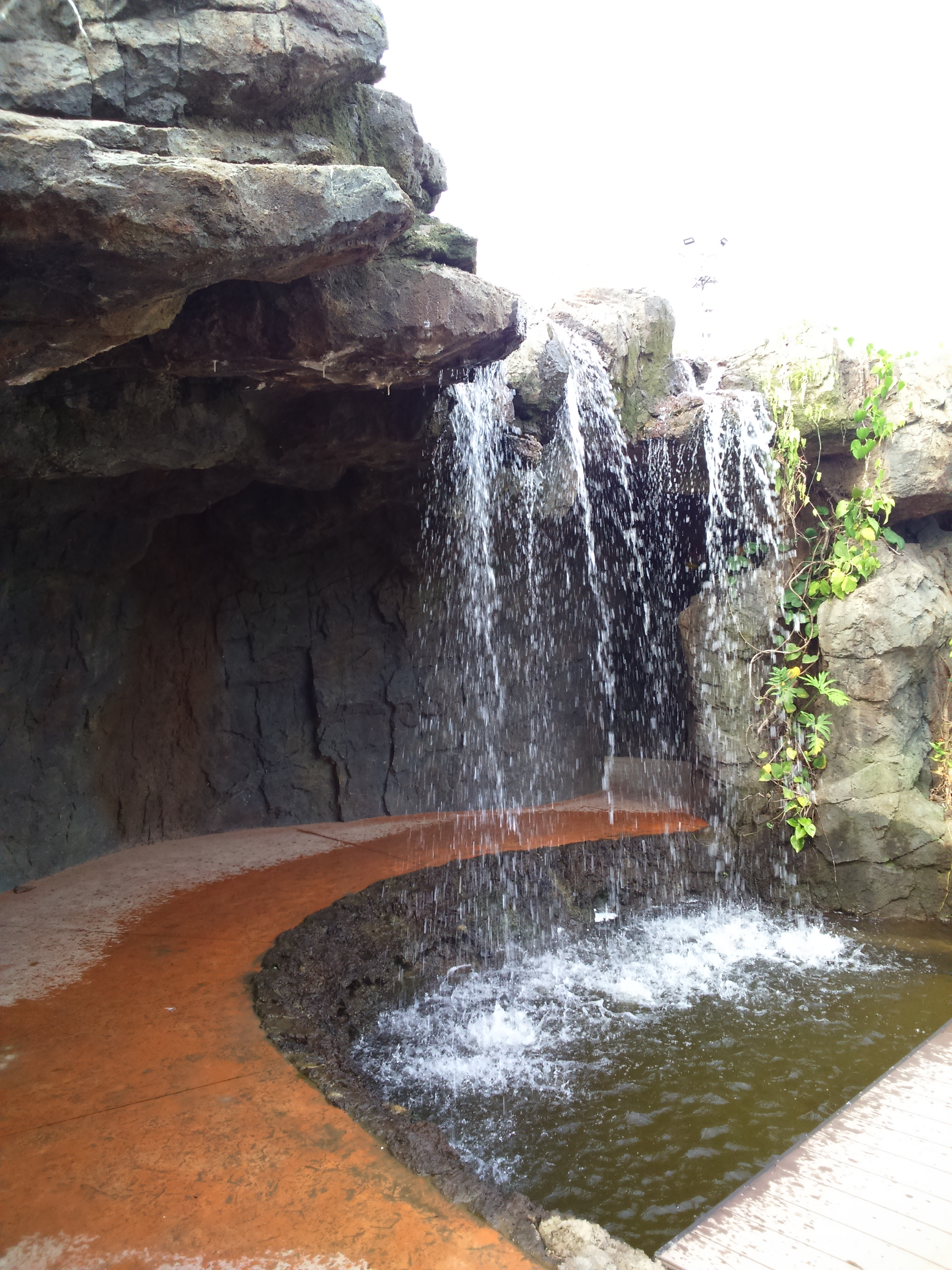
Cascada, en el Bioparque Ukumarí.

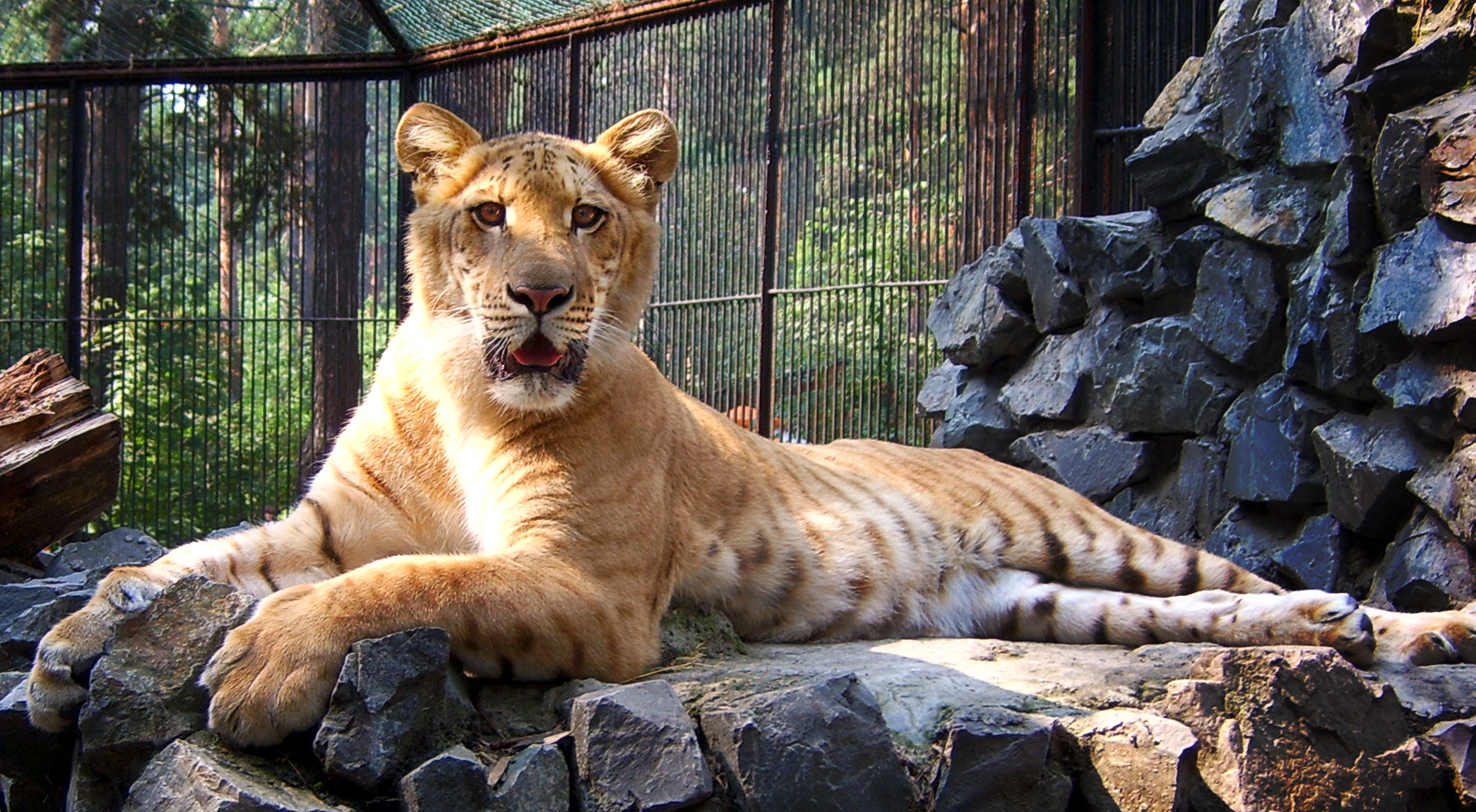
Ejemplar de ligre, especie híbrida producida por el cruce de un león y una tigresa.

- El Bioparque Ukumarí, ubicado en la ciudad de Pereira, anterior Zoológico Matecaña, uno de los zoológicos más importantes de Colombia y Sudamérica; contaba, hasta la fecha de su cierre, con 150 especies y 800 individuos, distribuidos en 239 mamíferos, 172 aves, 57 peces, 111 reptiles y 5 anfibios. Es de destacar su alto índice de reproducción, y el hecho incluso de que hace algunos años logró el cruce de un león africano y un tigre de Bengala, lo que dio como resultado el ligre.[cita requerida]

- Parque de la Vida, ubicado en la ciudad de Armenia, un lugar en el cual se realizan recorridos por sus diferentes senderos, lagos y cascadas.[cita requerida]

#### Ecoturismo
- Parque nacional Natural Los Nevados: se encuentra ubicado en la Cordillera Central, en la región Andina de los Andes. Su superficie hace parte de los departamentos de Caldas, Risaralda, Quindío y Tolima, y está repartido entre los municipios de Villamaría, Santa Rosa de Cabal, Pereira, Salento, Villahermosa, Anzoátegui, Santa Isabel, Murillo e Ibagué. El parque cuenta con numerosas lagunas, páramos y en sus cumbres, nieves perpetuas. La fauna y flora del lugar son de importancia trascendental para la biodiversidad colombiana. Para ingresar la parque, existen diferentes rutas turísticas que parten de la ciudad de Manizales.[cita requerida]

- Recorrido de la cultura cafetera (RECUCA), ubicado en la vereda Callelarga, municipio de Calarcá: es una tradicional finca cafetera; los nativos de la región muestran a los turistas las labores propias de la cultura cafetera; ofrecen un café caliente hecho en agua de panela e, inmediatamente después, con atuendo típico, canasto y machete al cinto, inicia un largo recorrido que narra la historia del grano desde Etiopía, Arabia y Holanda hasta América.[13]

- Jardín Botánico Universidad Tecnológica de Pereira, considerado uno de los más importantes de Colombia, no solo por ser el único catalogado por la BGCI como natural o silvestre, sino por ser también uno de los orquidearios más importantes del mundo.[cita requerida]

- Jardín Botánico de la Universidad de Caldas: es un jardín botánico y arboreto ubicado en la Universidad de Caldas, en Manizales, Colombia.[cita requerida]

- Jardín botánico del Quindío, ubicado en el municipio de Calarcá, donde además se encuentra El Mariposario, que cuenta con la mayor muestra de mariposas del país y del mundo.[cita requerida]

- Jardín Botánico de la Universidad del Tolima: es un jardín botánico y arboreto ubicado en la Universidad del Tolima, en Ibagué, Colombia. Gran variedad de plantas tropicales y de bosque andino subtropical además de variedad de especies de flores exóticas.[cita requerida]

- Termales Santa Rosa de Cabal, un spa balneario para bañarse en aguas termales y realizar diferentes actividades de relajación y cuidado corporal.

- Termales de San Vicente, un spa balneario para bañarse en aguas termales y realizar diferentes actividades de relajación y cuidado corporal.

- Balsaje por el río La Vieja: recorrido en balsa tradicional por el Río La Vieja entre los límites de los departamentos de Valle del Cauca y Quindío, desde el municipio de Quimbaya.

- Valle de Cocora en Salento, hogar del árbol nacional, la palma de cera del Quindío, uno de los parajes más bellos de todo el eje cafetero y uno de los sitios de entrada al parque nacional natural Los Nevados, donde también hay habilitados sitios para hospedarse y acampar.

- Ecoparque Peñas Blancas, una reserva natural ubicada en la Cordillera Central, a un kilómetro del corregimiento de La Virginia, en Calarcá. La sima de la peña está a 2 530 m s. n. m., desde donde se pueden divisar los municipios de Calarcá, Armenia, Montenegro y el corregimiento de Barcelona. En el parque se pueden practicar actividades de escalada y espeleología.[14][15]

- Tour en Jeep Willys: se hace por las diferentes veredas, cafetales y municipios de la región.[cita requerida]

#### Pueblos turísticos
Aunque la mayoría de los pueblos del eje cafetero conservan la tradicional arquitectura de la colonización antioqueño-valluna, algunos pueblos destacan por ciertas peculiaridades.
- Belén de Umbría. Destino turístico de Risaralda, a través de su Eco Parque, conformado por Sky Club Eco Hotel, Funvallu Eco Hotel, San Juan Eco Hotel, Hotel Belén real y Hotel Guayacanes. El Museo Eliseo Bolívar como patrimonio nacional. Parque natural Santa Emilia y La selva como reserva natural.[cita requerida]
- Salento,  Ubicado en el departamento del Quindío es uno de los pueblos más bellos de Colombia conocido por sus casas coloniales y por el valle del cocora a unos cuantos kilómetros de la cabecera municipal en donde se puede encontrar la palma de cera que es la más alta de todo el mundo y árbol nacional de Colombia

- Quimbaya, uno de los pueblos más turísticos de la región, debido a sus parques temáticos, hoteles de primera categoría como por su gastronomía y el festival de faroles celebrado el 7 y el 8 de diciembre.[cita requerida]

- Montenegro, uno de los principales pueblos del departamento del Quindío, lugar bastante frecuentado por propios y extranjeros.[cita requerida]

- Aguadas: ubicado en el departamento de Caldas, es uno de los municipios patrimonio de Colombia; hogar del sombrero aguadeño.[cita requerida]

- Salamina: ubicado en el departamento de Caldas, es uno de los municipios patrimonio de Colombia, conserva la típica arquitectura antioqueña de la colonia.[cita requerida]

- Pijao: ubicado en el departamento del Quindío, es reconocido como una cittaslow a nivel mundial, lo mismo que por su singular belleza.[cita requerida]

- Filandia, Ubicado en el departamento del Quindío es el pueblo más visitado del departamento a 45 minutos de Armenia es conocido por sus bellas casas estilo colonial y por las hermosas vistas que ofrecen

#### Deportes extremos
Operadores turísticos de la región ofrecen kayakismo sobre el Río Barragán, parapente en Calarcá y Buenavista, canopy en Armenia, puenting en Pereira, al igual que montañismo, senderismo y alpinismo, entre otros deportes.[cita requerida]

#### Sitios culturales
En la región, existen varias universidades y centros culturales, como: teatros, museos, galerías de arte y atractivos arquitectónicos:[cita requerida]
- Museo del Oro Quimbaya: ubicado en la ciudad de Armenia, edificio y diseñado por el arquitecto Rogelio Salmona, guarda en su interior toda una muestra arqueológica de la etnia Quimbaya, que habitó la zona hasta antes de la llegada de los españoles, cultura que se caracterizó por su gran orfebrería. Además, el museo cuenta con hermosos jardines que lo rodean, donde también se encuentran muestras de las plantas típicas, todo ello en conjunto con el hermoso diseño del edificio (ganador de una bienal de arquitectura) que cuenta con caídas de agua, elemento que se manifiesta en los distintos espacios.[cita requerida]

- Catedral Basílica Nuestra Señora del Rosario de Manizales: ubicada en la ciudad de Manizales, es un templo católico; sus 106 m de altura la convierten en la catedral más alta de Colombia. Tiene un área de 2300 m² y una capacidad para 5000 personas. Dentro de sus atracciones están el Corredor Polaco (ubicado en la parte más alta de la catedral), el Café Tazzioli y su majestuoso baldaquino (dosel soportado en columnas) sobre el altar principal. Varios guías especializados ofrecen paseos turísticos.[cita requerida]

- Catedral de Nuestra Señora de la Pobreza: es una iglesia catedralicia de culto católico, ubicada en la ciudad colombiana de Pereira, capital del departamento de Risaralda. El templo está consagrado a la Virgen María bajo la advocación de la Virgen de la Pobreza.[cita requerida]

- Museo de Arte de Pereira: en Risaralda; reconocido como uno de los más movidos de Colombia, cuenta además con un teatro.[cita requerida]